# مدیریت تجاری
مدیریت تجاری (انگلیسی: Commercial management) به شناسایی و توسعه فرصت‌های تجاری و مدیریت سودآور پروژه‌ها و قراردادها از زمان آغاز تا پایان فعالیت‌های مرتبط با آنها اطلاق می‌شود. مدیریت تجاری در یک سازمان تنها در سطوح سیاستی اعمال می‌شود، که مربوط به قوانین یا شیوه‌های انجام فعالیت‌های مربوط به کسب‌و‌کار می‌باشد.